# Charles Karsten
Charles Jean François Karsten (Amsterdam, 19 januari 1904 - aldaar, 14 juni 1979), was een Nederlandse architect en beeldhouwer.

## Leven en werk
Karsten werd in 1904 in Amsterdam geboren. Hij volgde de ‘School voor Bouwkunde, versierende kunsten en kunstambachten’ in Haarlem in de periode 1922–1925, en ontmoet hier zijn latere compagnon Ben Merkelbach. Zij waren medeoprichters van de architectenvereniging De 8 in 1927. In 1929 beginnen zij samen een architectenbureau en brengen zij het Nieuwe Bouwen in de praktijk.
Karsten werd onder meer bekend door zijn ontwerp, samen met Marius Duintjer, voor de Christelijke Scholengemeenschap Buitenveldert (CSB, 1963). Het gebouw De Cuserstraat 3 werd opgenomen in de lijst met 90 topmonumenten uit de periode 1959-1965 uitmondend in de status rijksmonument.

### Afbeeldingen

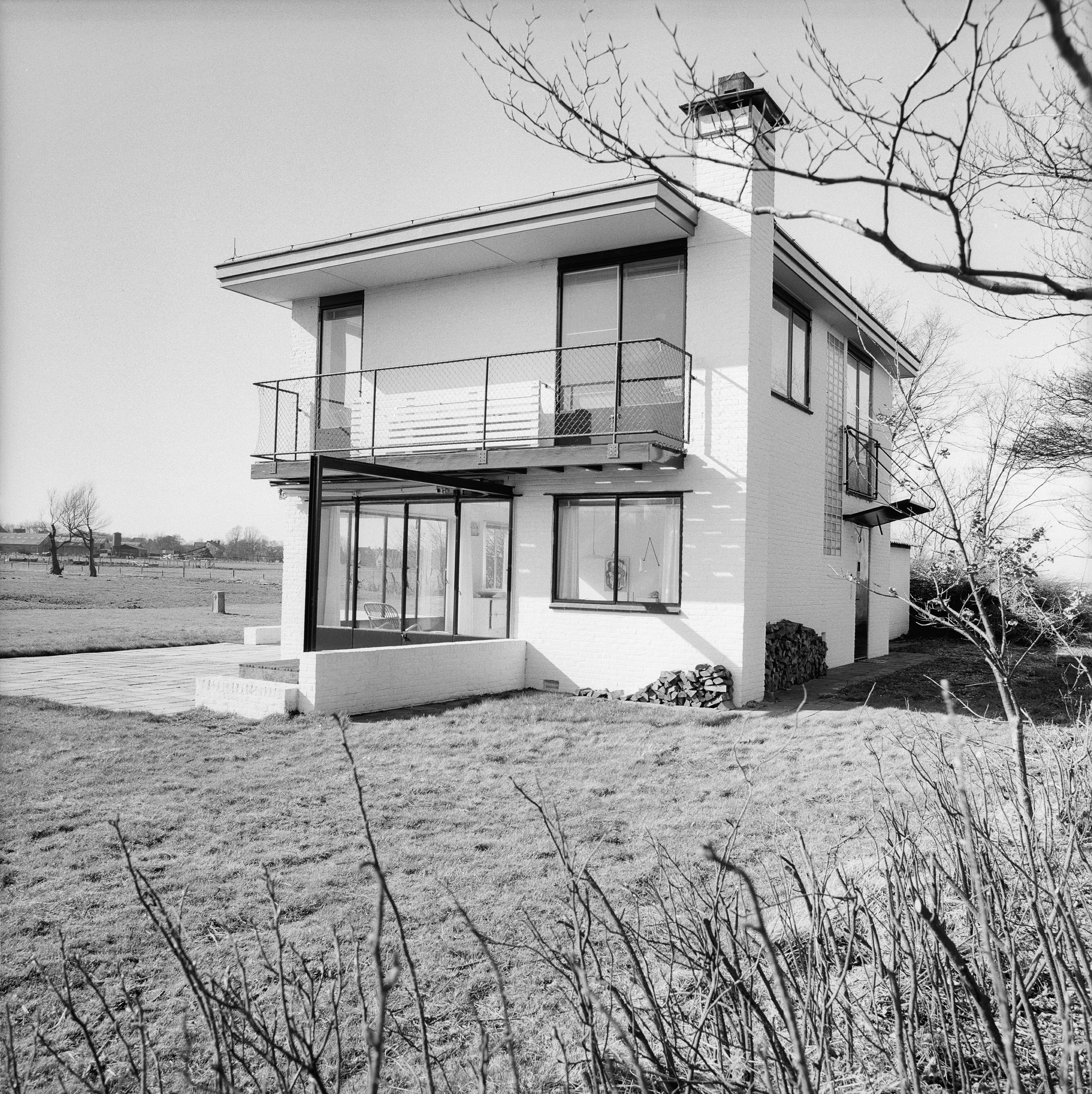
Zomerhuis Dijkstra, Groet (NH) (1934)
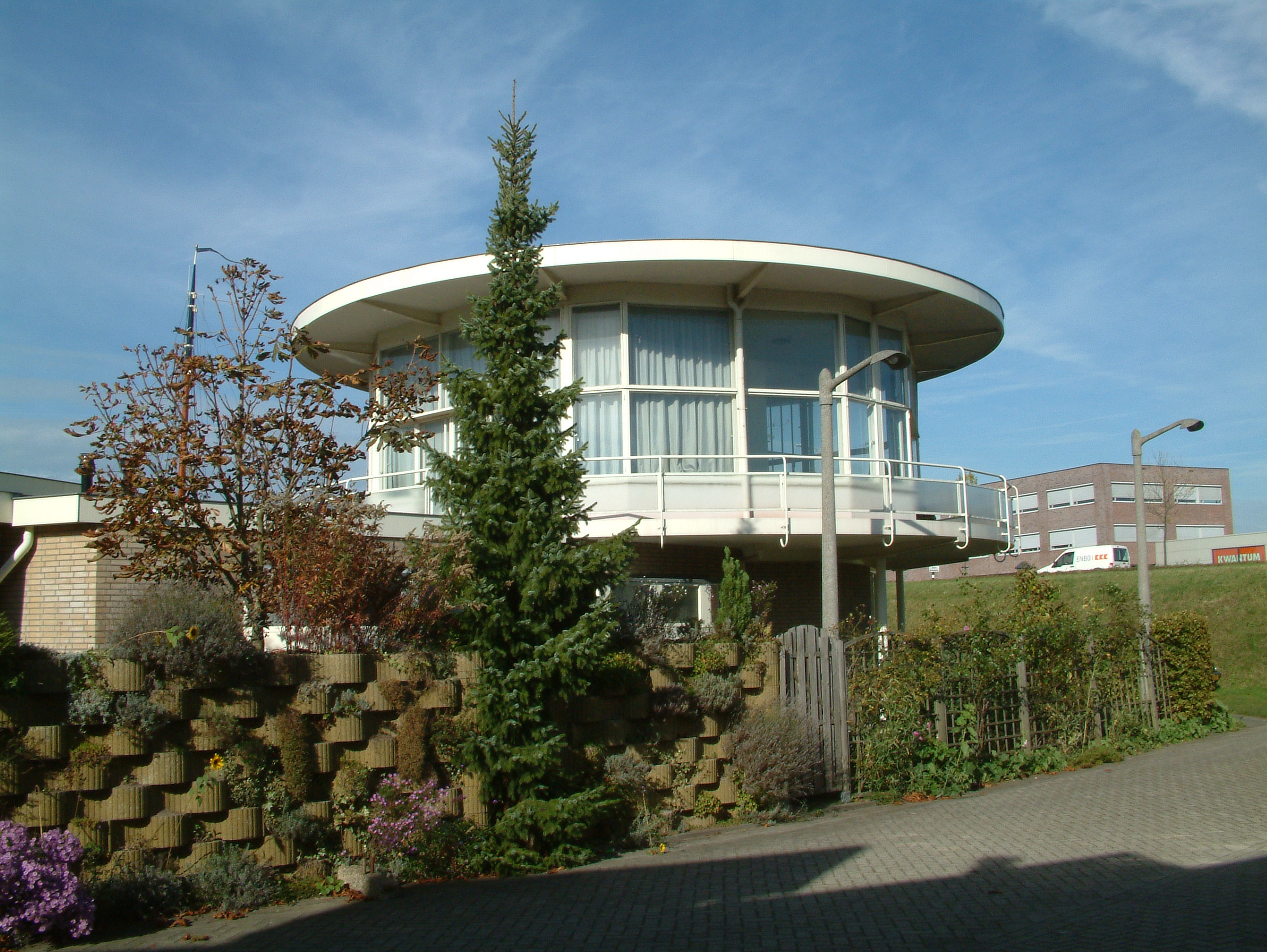
De Rotonde, Gorinchem (1939)
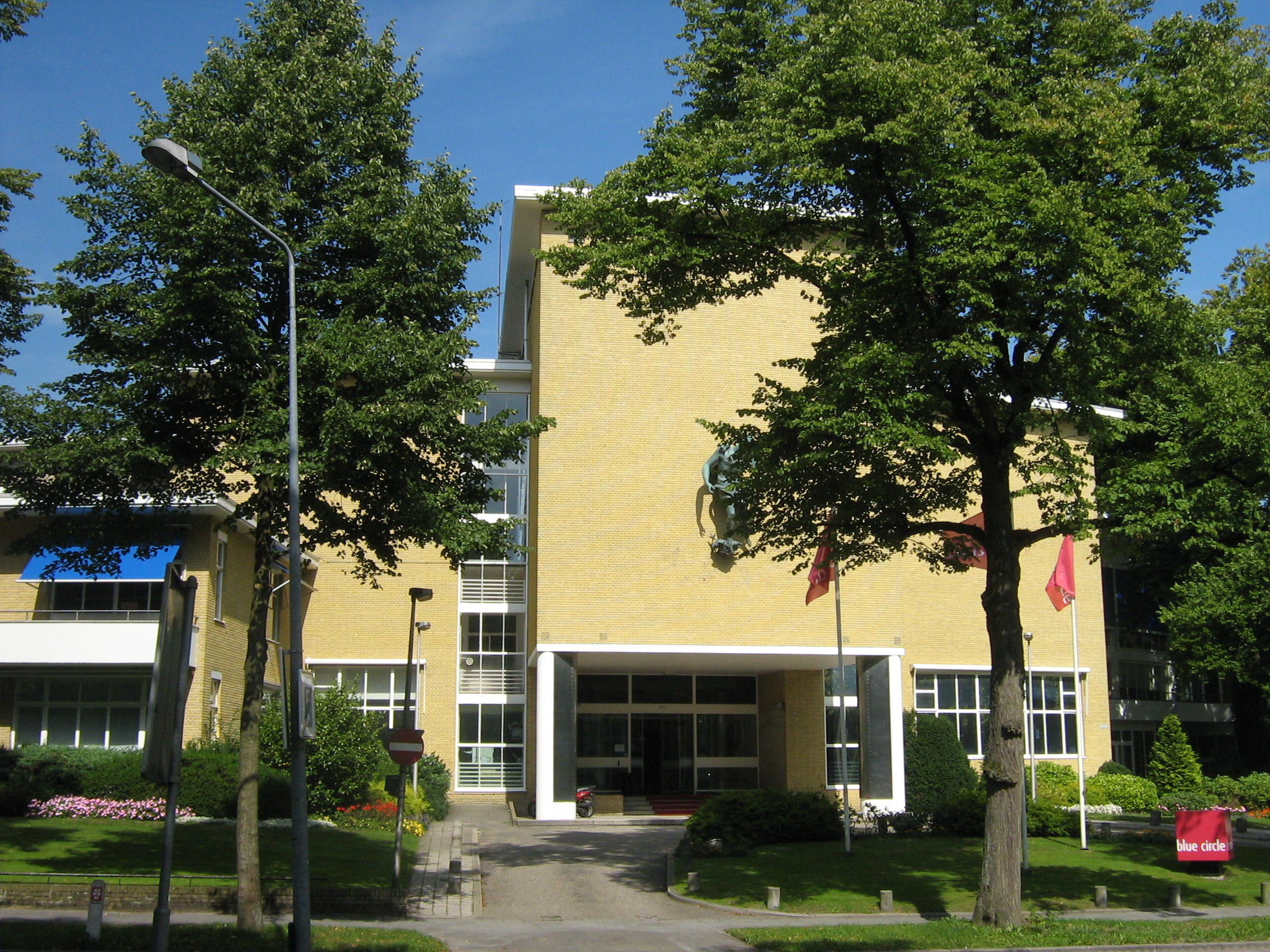
AVRO-studio, Hilversum (1940)
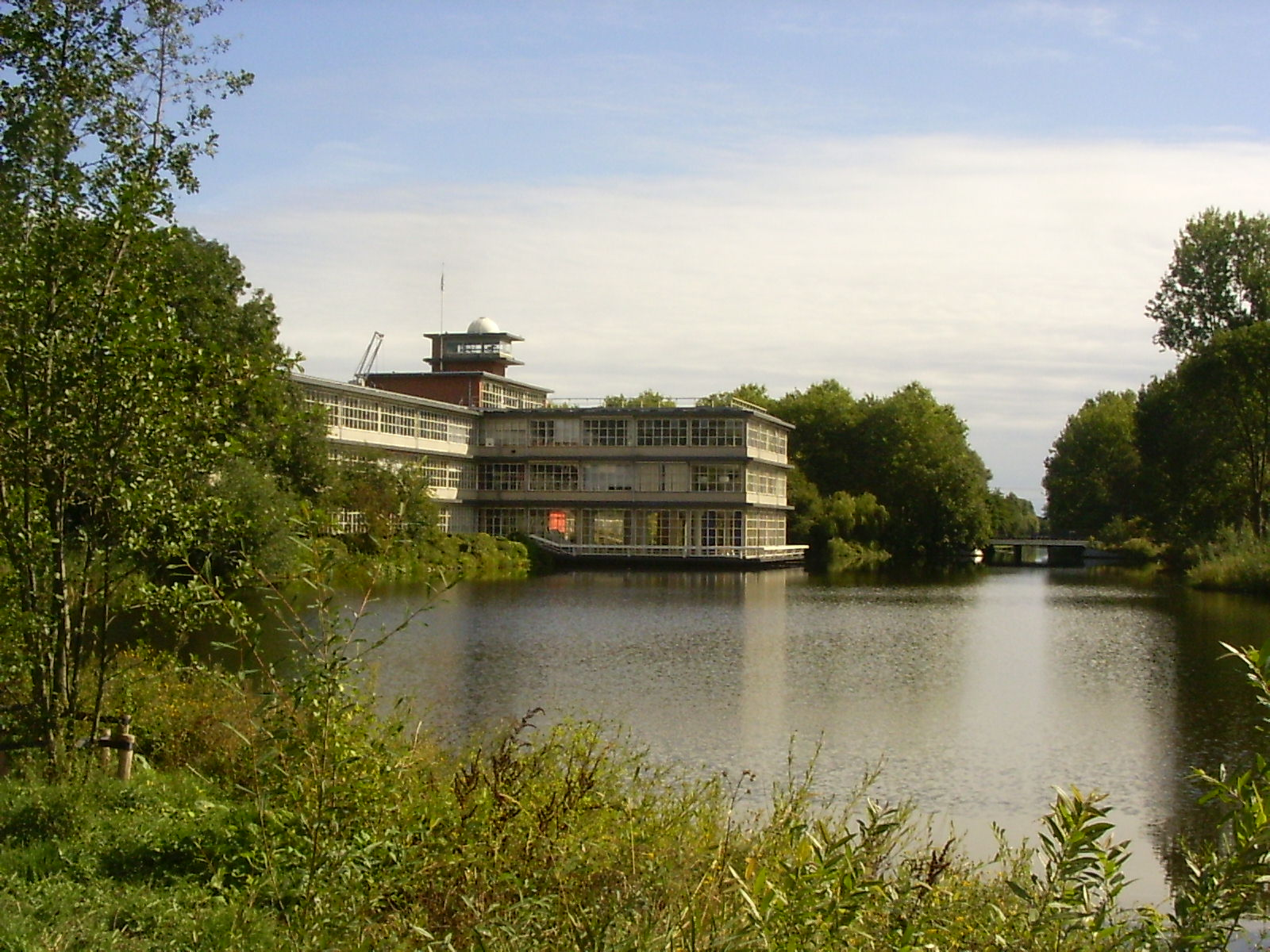
CBS (1963)
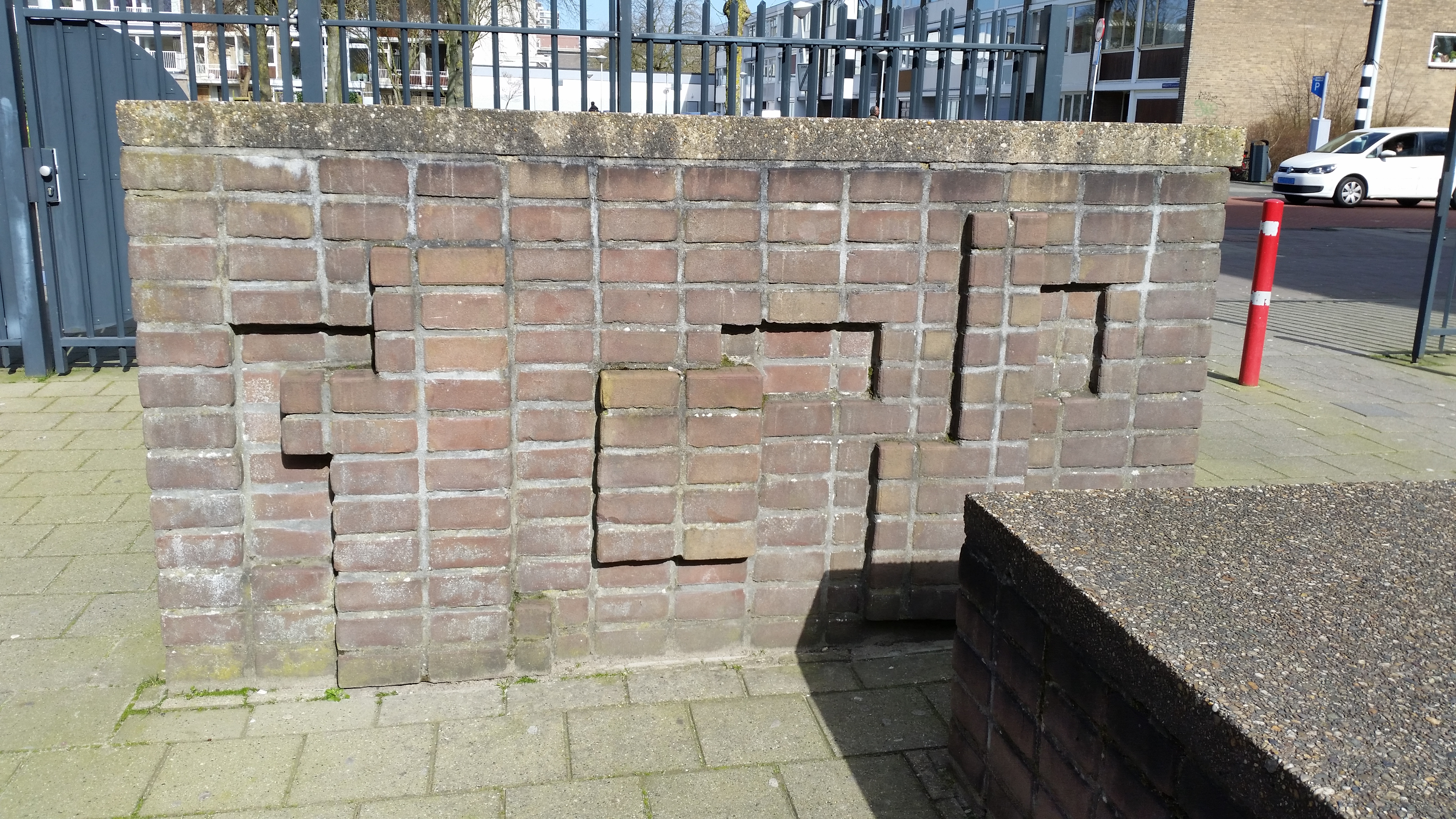
Kletsmuurtje bij CSB (1963)

- Biografisch Portaal: 47682149
- International Standard Name Identifier: 0000 0001 2365 1189
- Nederlandse Thesaurus van Auteursnamen: 07049617X
- RKD-Nederlands Instituut voor Kunstgeschiedenis: 43540
- Union List of Artist Names: 500273394
- Virtual International Authority File: 173567027
- WorldCat: E39PBJjXkTvK9jG4xj3dtJQH4q